# Michael Ehrhardt (Maler)
Michael Ehrhardt (* 1981 in Neunkirchen (Saar)) ist ein deutscher Maler und Biologe.

## Leben und Werk
Ehrhardt ist promovierter Biologe (Thema der Dissertation: „Hepatitis C Virus-Infektionsstudien an primären Zellen monozytärer Herkunft“) und ist künstlerisch im Bereich des gegenständlichen, expressiven Acrylmalerei aktiv. Er ist diesbezüglich Autodidakt. Mit seiner Malerei stellt er die inneren Seins- und Wesenszustände des Menschen dar. Hierzu verwendet er eine eigens entwickelte Symbolik, die Tieren eine besondere Bedeutung beimisst. Er „erschafft mit leuchtend-kräftigen Farben neue Universen – mal mythisch, magisch, märchenhaft“, schreibt das Top-Magazin. Verarbeitet werden in seinen Bildern „die Reibungspunkte zwischen äußerer Realität und gefühlter Wahrheit“, seine „Malerei zeigt Menschen in ihren eigenen inneren Welten.“ „So entstehen mehrdeutige Gemälde, die mehr Fragen aufwerfen und mehr andeuten als sie erklären.“ Ehrhardts Gemälde waren bereits im deutschsprachigen Raum sowie in Frankreich, in Spanien und in den USA zu sehen.
Als Gründungsmitglied der freien Theater- und Musicaltruppe Bohemian Company stand er auf der Bühne und fertigte bei einigen Produktionen das Bühnenbild an.
Im Jahre 2017 erfolgte die Aufnahme in den Bundesverband Bildender Künstlerinnen und Künstler (BBK Saarland). Michael Ehrhardt lebt und arbeitet am Hochrhein.

## Ausstellungen

### Einzelausstellungen (Auswahl)
- 2025: „The Book of Unknown Stories“, Galerie L'Art pour Lahr, Lahr
- 2024: „West of Wisdom, South of Dream“, Kreismuseum, St. Blasien
- 2019: „Lost Tales“, Halfenhaus, Merzig
- 2019: „Unknown Territories“, Klarenthal
- 2018: „unheard dialogs“, Alte Schuhfabrik, Homburg
- 2018: „State of Flux“, Saarbrücken
- 2016: „sphærenklænge“, Meerbusch
- 2015: „sphæren“, Saarbrücken
- 2014: „Et in Arcadia dodo“, Rathaus Heusweiler
- 2013: „Das Lied der kleinen Dinge“, Saarbrücken
- 2013: „Sing, oh Muse“, Saarbrücken

### Gruppenausstellungen (Auswahl)
- 2023: „Bitte warten“, Regionale 24, Accélérateur de particules Garage COOP Strasbourg, Frankreich
- 2023: „postcART“, Saarländisches Künstlerhaus, Saarbrücken
- 2023: „JA23“, Europäische Rechtsakademie, Trier
- 2023: „Klitzekleine Formate“, Trier
- 2023: „50 Jahre“, Regierungspräsidium Karlsruhe
- 2023: „Landschaft 1 / Schöne Aussichten“, Georg-Scholz-Haus, Kunstforum Waldkirch
- 2022: „Art to go“, Saarländisches Künstlerhaus, Saarbrücken
- 2022: „Kleine Formate“, Stadtbücherei Trier
- 2022: „Alternative Facts“, Sommersalon des BBK Saar, Kunstzentrum Bosener Mühle, Bosen
- 2022: „Ansichten 6° 38′ Ost“, Thermen am Viehmarkt, Trier
- 2022: „Bilder gegen den Krieg“, Benefizausstellung für Geflüchtete aus der Ukraine, Galerie Sali E Tabacchi, Saarbrücken
- 2022: „The male figure XI“, Galerie Kunstbehandlung, München
- 2022: „Das erfährst du, wenn du größer bist“, FAAR, Metz, Frankreich
- 2021: „REBMEVON“, Künstlerhaus ANRA, Jestetten
- 2021: „Jahresausstellung BBK Südbaden“, Depot k, Freiburg
- 2021: „Into the great wide open“, Saarländisches Künstlerhaus, Saarbrücken
- 2021: „Jahresausstellung KUK Trier“, europäische Rechtsakademie, Trier
- 2021: „Verwandelt? – Verwandelt!“ Schloss Bonndorf
- 2021: „ARTBOX.PROJECT Barcelona 1.0“, Barcelona, Spanien
- 2020: „Limit 250“, Saarländisches Künstlerhaus, Saarbrücken
- 2020: „Screen“, ARTBOX.GALERY, Zürich, Schweiz
- 2020: „Nie verließ ich gerne den Hügelring“, Sommersalon des BBK Saar, Bosener Mühle, Nohfelden
- 2019: „Citycards“ (als Teil der bundesweiten Ausstellung „Postdigital – von a nach b nach a“), multizentrisch in urbanen Räumen in der Saar-Lor-Lux-Region und dem Saarbrücker Schloss
- 2019: „die neuen“, Saarländisches Künstlerhaus, Saarbrücken
- 2019: „osmoSee“, Bosener Mühle, Nohfelden
- 2019: „4/19“, Galerie Lerch, Stein am Rhein, Schweiz
- 2018: „Limit 250“, Saarländisches Künstlerhaus, Saarbrücken
- 2018: „Der Mensch lebt nicht vom Brot allein“, Saarbrücker Tafel, Saarbrücken
- 2018: „Zauberhaft“, Galerie Beck, Homburg
- 2018: „BLACK BOX(ES)“ (als Teil von Arvid Boeckers Installation), Saarländisches Künstlerhaus, Saarbrücken
- 2018: „Mensch und Wasser“, Alfeld
- 2018: „ARTBOX.PROJECT New York 1.0“, New York, USA
- 2018: „Kunst in der Mensa XVIII“, Homburg
- 2017: „Toter Winkel“, Hilden
- 2017: „BLACK BOX(ES)“ (als Teil von Arvid Boeckers Installation), Faux Mouvement – Centre d‘ art contemporain, Metz, Frankreich
- 2017: „ARTBOX.PROJECT Basel 1.0“, Basel, Schweiz
- 2017: „Kunst in der Mensa XVII“, Homburg
- 2016: „500 Artists Say Hello“, München
- 2016: „Junge Kunst in der AULA“, Kunstverein Sulzbach
- 2016: „Kunst in der Mensa XVI“, Homburg
- 2014: „Schöne Künste #8“, Saarbrücken
- 2014: „YOLO*1“, Düsseldorf

## Publikationen
Beteiligung an den Ausstellungskatalogen „YOLO*1“ (2014), „500 Artists Say Hello“ (2016), „Zauberhaft“ (2018), „Der Mensch lebt nicht vom Brot allein“ (2018), „osmoSee“ (2019), „die neuen“ (2019), „Postdigital – von a nach b nach a“ (2019), „Nie verließ ich gerne den Hügelring“ (2020) und „Into the great wide open“ (2021).